# سمة مساحية
السمات المساحية (بالإنجليزية:  areal features)‏ هو مصطلح يشير في علم الجغرافيا اللغوية إلى العناصر المشتركة بين اللغات أو اللهجات في منطقة جغرافية معينة، لا سيما عندما لا تكون هذه الميزات موروثة من لغة أم مشتركة (أي سلف لغوي مشترك، بالانجليزية: proto-language). بمعنى آخر، السمات المناطقية شيء مختلف عن التشابهات اللغوية الناتجة عن كون اللغات منتمية لنفس العائلة اللغوية. قد تنتشر هذه السمات من لغة مهيمنة إلى لغة أخرى مجاورة لها جغرافياً. 